# Consulat général de France à Saint-Pétersbourg
Le consulat général de France à Saint-Pétersbourg est une représentation consulaire de la République française en Russie. Depuis le 14 avril 2014, jour de l'inauguration, le consulat général de France est installé au 12 perspective Nevski, bâtiment dans lequel se trouve également l'Institut français.
Le consulat est rattaché à l'ambassade de France en Russie à Moscou.
Son ressort s'étend sur les oblasts d'Arkhangelsk, Kaliningrad, Léningrad, Novgorod, Pskov et Vologda ainsi que sur la république de Carélie.

## Histoire
Il était autrefois situé au 15 quai de la Moïka dans le quartier de Tsentralny. En 1858, le propriétaire de cet immeuble néo-classique, le général-major Seyffarth, commande à l'architecte Kolb un remaniement de la structure des trois étages existants, et lui fait ajouter un quatrième étage.
Dans les années 1860, le poète Piotr Viazemski habite ce lieu, qui accueille aussi, dans les années 1890, le peintre Arkadi Rylov, qui sera plus tard une des figures du symbolisme soviétique. Parmi les hôtes de prestige, on cite aussi Honoré de Balzac, qui séjourne dans cette maison avant son remaniement, en 1843. L'écrivain Xavier de Maistre a vécu au 11 quai de la Moïka de 1841 à 1852.
Après une importante rénovation, avec des constructions ajoutées et des parties détruites, le consulat général de France s'y installa en 1972 et y demeura jusqu'en 2014.